# 桃園市立東安國民中學
桃園市立東安國民中學（英文：Dong An Junior High School），簡稱東安國中，位於台灣桃園市平鎮區官路缺地區。

## 歷史沿革
- 1996年：8月1日成立桃園縣立東安國民中學籌備處。
- 1999年：成立桃園縣立東安國民中學。
- 2014年：12月25日，因應桃園縣升格改制為直轄市，更名為桃園市立東安國民中學。
- 2016年：奉準增設美術班。

## 歷任校長
| 任期 | 姓名       | 任職日期  | 離職日期  |                                                                    |
| ---- | ---------- | --------- | --------- | ------------------------------------------------------------------ |
| 1    | 莊波生先生 | 1996年8月 | 2004年7月 | 原桃園縣立凌雲國民中學校長轉任，任內退休。                         |
| 2    | 劉邦庚先生 | 2004年8月 | 2011年7月 | 原桃園縣立草漯國民中學校長轉任，任內退休。                         |
| 3    | 陳思嘉女士 | 2011年8月 | 2017年7月 | 原桃園縣立石門國民中學教務主任升任，調任桃園市立富岡國民中學。     |
| 4    | 黃寒楨先生 | 2017年8月 | 2021年7月 | 原桃園市教育局學生輔導諮商中心主任升任，調任桃園市立龍潭國民中學。 |
| 5    | 陳麗玉女士 | 2021年8月 | 現任      | 原桃園市立新屋高級中等學校教師升任。                               |

## 學區
- 平鎮區：東安里、華安里、新安里、東社里、東勢里（第10－19、23－25、35－36、39－40鄰） 、建安里（第1－18、25－31鄰）[1]。
- 八德區：霄裡里（第12－18鄰）、龍友里（第19－21鄰）。

## 學校週邊
- 東安國小
- 東勢國小

## 外部連結
- 桃園市立東安國民中學 （页面存档备份，存于）